# Nothofagus cunninghamii
El haya mirto (Nothofagus cunninghamii), es un árbol siempreverde/perenne nativo de Victoria y Tasmania, Australia. Crece principalmente en los decrecientes templados bosques templados húmedos. No está relacionado con la familia de los mirtos.

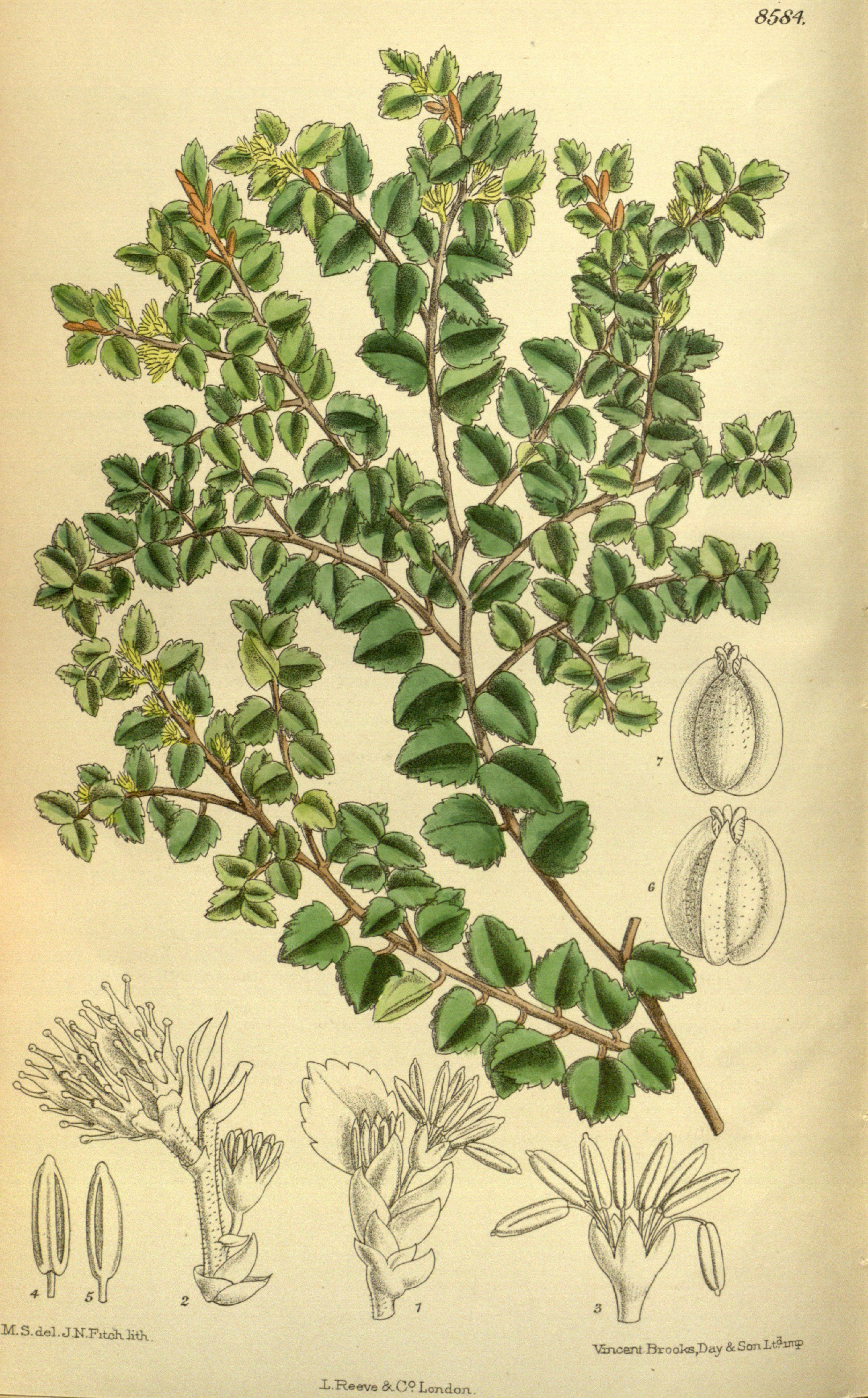
Ilustración

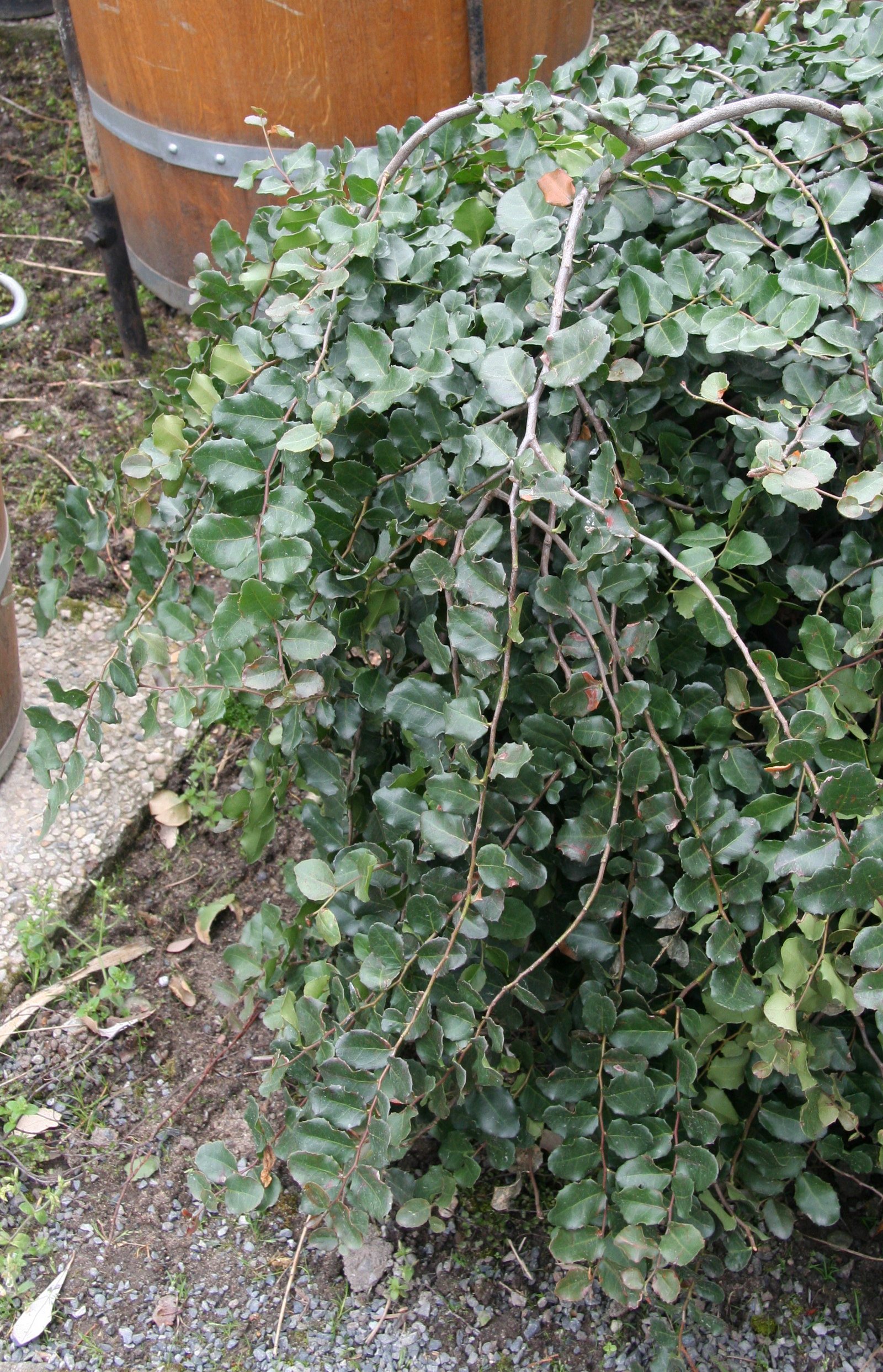
Vista de la planta

## Descripción
Esos árboles crecen típicamente en 30–40 m de alto y tienen grandes troncos con corteza escamosa y café oscuro. La altura máxima es de 55 m. Las hojas son simples y alternadas creciendo 1-1,5 cm de largo, en Victoria hasta 2 cm de largo. El color de la hoja es verde oscuro, con nuevos crecimientos de tonos rojos brillantes, rosa o naranja en primavera. Son triangulares con dientes irregulares diminutos. Las flores son inconspicuas con verde amarillentos amentos. El fruto es de 6 mm, cápsula conteniendo tres pequeñas nueces aladas.
Ocasionalmente se ven grandes protuberancias parecidas a naranjas que realmente son hongos sobresaliendo del tronco.

### Usos y cultivo
Es una excelente madera de ebanistería la cual es dura con grano fuerte, resistente y cerrado. Es de color rosa claro, con frecuencia con grabados bastante notables y puede ser pulida hasta obtener una muy fino brillo. Usada para pisos, mueblería, dientes de ruedas, y mueblería. La densidad de la madera es 750-880 kg/m³ .
N. cunninghamii es una especie robusta en realidad, requiriendo alrededor de 900 mm de lluvias todo el año. Crece mejor en los suelos rojos profundos de Victoria. Puede crecer en sombra total, sin embargo lentamente, también a pleno sol si se le proporciona suficiente agua. Es fácil de hacer crecer desde la semilla, germinando en pocas semanas. Las estacas pueden pegar, aunque tienden a desarrollarse de menor forma que las plantas cultivadas por semilla. Especímenes cultivados sobreviven temperaturas de 45 °C hasta −7 °C; sin embargo se sabe que árboles que crecen en las montañas pueden resistir temperaturas más bajas de por lo menos −15 °C y ninguna fuente de procedencia se ha hecho de ahí para su cultivo. Los árboles plantados al oeste de Escocia son robustos y resistentes al frío.
Tanto N. cunninghamii y el muy cercano N. moorei son excelentes huéspedes de epífitas.

### Amenazas
La marchitez del mirto (Myrtle wilt), un hongo parasitario, ataca al haya mirto cuando las esporas transportadas por al viento se asientan en las heridas abiertas. Esta es una causa de muerte natural de N. cunninghamii, pero en años recientes se ha convertido en un problema serio debido a las deficientes prácticas de explotación forestal.
Los bosques de hayas mirtos no pueden sobrevivir fuertes incendios, y deben restablecerse de áreas vecinas. Pueden, sin embargo, sobrevivir ligeros incendios, regenerándose por semilla o a veces vegetativamente de basales brotes epicórmicos. Generalmente los bosques de haya mirto solo forman un bosque esclerófilo una vez que este ha alcanzado su madurez, tomando algunos siglos en lograrlo.

## Taxonomía
Nothofagus cunninghamii fue descrita por (Hook.) Oerst. y publicado en Skrifter Udgivne af Videnskabs-Selskabet i Christiana. Mathematisk-naturvidenskabelig Klass 5(9): 355. 1873.
Etimología
Nothofagus: nombre genérico compuesto de notho = "falso" y Fagus = "haya", nombrándolo como "falsa haya".
cunninghamii: epíteto otorgado en honor del botánico Allan Cunningham.
Sinonimia
- Fagus cunninghamii Hook. basónimo[4]